# 144296 Steviewonder
144296 Steviewonder è un asteroide della fascia principale. Scoperto nel 2004, presenta un'orbita caratterizzata da un semiasse maggiore pari a 2,3994971 UA e da un'eccentricità di 0,1497789, inclinata di 6,54287° rispetto all'eclittica.